# Pedro Geraldo Costa
Pedro Geraldo Costa (Bragança Paulista, 22 de junho de 1918 – São Paulo, 15 de novembro de 1990) foi um radialista, publicitário e político brasileiro.

## Biografia
Filho de Francisco Costa e Júlia Brandi Costa, mudou-se para São Paulo em 1936, trabalhando como faxineiro, entregador e vendedor na Livraria Garrot. Formou-se em direito na USP, onde estudava à noite.
Como jornalista, Pedro Geraldo esteve durante pouco tempo na Rádio Record, e manteve por 20 anos o programa "Meditação", que tratava de assuntos religiosos (utilizando os pseudônimos "Pedro Amigo" e "Tio Pedro") na Rádio Nacional de São Paulo (atual Rádio Globo São Paulo). Trabalhou ainda em um programa que dava conselhos para noivas.

## Trajetória política
Tendo sido um dos fundadores do PDC, Pedro Geraldo concorreu, por este partido, a uma cadeira de vereador em São Paulo em 1955, ficando com a maior votação. 2 anos depois, foi candidato a vice-prefeito na chapa de Francisco Prestes Maia, que tinha, além do PDC, o PR, a UDN, o PL (não deve ser confundido com o partido homônimo, fundado em 1985), o PSB e o PTN, não tendo sucesso.
Em 1958, agora pelo PST, disputa a eleição para o governo do estado de São Paulo, agora como candidato a vice de Auro de Moura Andrade. Embora obtivesse mais votos que o companheiro de chapa, foi derrotado pelo candidato da coligação PTN-PSB, Carvalho Pinto, apoiado pelo então governador Jânio Quadros. Em 1959, filia-se ao PSD e reelege-se vereador, ficando até 1962, quando é eleito deputado estadual.
Três anos depois, candidata-se à prefeitura de São Paulo, perdendo para José Vicente Faria Lima, da UDN. Com a extinção dos partidos políticos por decisão do AI-2, filia-se à ARENA ainda em 1965, emplacando outros 2 mandatos de deputado estadual. Não conseguiu se reeleger em 1974, e ficou 4 anos longe da política.
Candidatou-se a deputado federal em 1978, ficando como suplente. No ano seguinte, o bipartidarismo é dissolvido e Pedro Geraldo ingressa no PDS (sucessor da ARENA). Com a nomeação de Francisco Rossi à Secretaria de Esportes e Turismo de São Paulo, assume a vaga do deputado licenciado. Titular da Comissão de Comunicação e suplente da Comissão de Ciência e Tecnologia, apresentou, em janeiro de 1981, um projeto de lei que proibia o registro de crianças com o nome de Jesus. No mesmo ano assinou a proposta de emenda à Constituição do deputado Bezerra de Melo, que prorrogava os mandatos de parlamentares e governadores. Em 1982, candidata-se à reeleição, porém não logra êxito.
Em 1985, filia-se ao recém-fundado PPB e disputa a eleição municipal. Fica em sexto lugar, com 27.889 votos. Após o pleito, encerra a carreira política e dedica-se à sua obra assistencial "Quartel do Povo", além de atuar como radialista e publicitário.

## Morte
Pedro Geraldo morreu em 15 de novembro de 1990, aos 72 anos de idade. Era casado com Mildred Costa, com quem teve 6 filhos.